# Nadchloran litu
Nadchloran litu, LiClO4 – nieorganiczny związek chemiczny, sól litowa kwasu nadchlorowego. Jest to biała, krystaliczna substancja, dobrze rozpuszczalna w wielu rozpuszczalnikach. Istnieje zarówno w formie bezwodnej, jak i uwodnionej.

## Zastosowania
Nadchloran litu jest używany jako źródło tlenu w chemicznych generatorach tlenu. Rozkłada się w temperaturze około 400 °C dając chlorek litu i tlen, który stanowi ponad 60% masy związku. Ma najwyższy współczynnik zawartości tlenu do masy i tlenu do objętości spośród wszystkich nadchloranów, z wyjątkiem dwunadchloranu berylu (który jest drogi i silnie toksyczny), co czyni go szczególnie korzystnym w zastosowaniach w aeronautyce. Ze względu na stosunkowo wysoki koszt litu i wysoką higroskopijność soli, częściej korzysta się w tych zastosowaniach z nadchloranu amonu.
LiClO4 jest łatwo rozpuszczalny w rozpuszczalnikach organicznych, takich jak eter dietylowy. Takie roztwory są używane w reakcjach Dielsa-Aldera, gdzie przyjmuje się, że kwas Lewisa Li+ wiąże się z zasadowym (według Lewisa) obszarem dienofila, wskutek czego przyspieszają reakcję.
Stężone roztwory nadchloranu litu (4,5 mol/dm³) są używane jako czynniki chaotropowe w denaturacji białek.
Nadchloran litu używany jest także jako kokatalizator w sprzęganiu α,β-nienasyconych karbonyli z aldehydami, znanym pod nazwą reakcji Baylisa-Hillmana.

## Otrzymywanie
Nadchloran litu może być wytwarzany poprzez reakcję nadchloranu sodu z chlorkiem litu. Może być także przygotowany poprzez elektrolizę chloranu litu (LiClO3) przy 200 mA/cm², w temperaturze 20 °C.

## Zagrożenia
Nadchlorany często tworzą mieszaniny wybuchowe ze związkami organicznymi. Należy także unikać ogrzewania i kontaktu z otwartym źródłem ognia.